# Frans de Boer
Frans de Boer (Maastricht, 20 april 1930 - Amsterdam, 10 juni 2007) was een Nederlandse cartoonist, beter bekend onder de naam efbé.

## Biografie
De Boer werd geboren in Maastricht waar hij de stadsacademie en nog enkele jaren de Jan van Eijckacademie doorliep. In 1952 vertrok hij naar Amsterdam waar hij vanaf 1965 als zelfstandig cartoonist zijn brood verdiende.
Zijn werk werd over de hele wereld gebruikt en tentoongesteld onder andere in Amerika, Engeland, Frankrijk, Griekenland en Oost-Europese landen.

## Publicaties[2]
- Daar lach je dan? - 118 pagina's, uitgave Adolf M. Hakkert, 1963
- Lachen in de kerk - 180 pagina's, uitgave Zomer en Keuning, 1977
- Effe genereus Giere  - 192 pagina's, uitgave Generali NV, Diemen, 1983